# V354 Cephei
Désignations
V354 Cephei est une supergéante rouge située dans la constellation de Céphée, à environ 9000 années-lumière de la Terre. Elle est considérée actuellement comme la sixième plus grande étoile connue avec un diamètre de 690 à 1520 rayons solaires (soit 960 951 960 à 2 116 879 680 km).
Si elle était placée à la place du système solaire, elle s'étendrait entre l'orbite de Jupiter et de Saturne.